# Синдошь (деревня)
Синдошь — деревня в Вологодском районе Вологодской области.
Входит в состав Кубенского сельского поселения (с 1 января 2006 года по 8 апреля 2009 года входила в Вепревское сельское поселение), с точки зрения административно-территориального деления — в Вепревский сельсовет.
Расстояние до районного центра Вологды по автодороге — 56 км, до центра муниципального образования Кубенского по прямой — 25 км. Ближайшие населённые пункты — Пашинка, Починок, Макарово, Андронцево.
По переписи 2002 года население — 6 человек.